# Krizofanska kiselina
Krizofanska kiselina ili krizofanol, C15H10O4 (C.I. 75400), talište 196 °C, izlučuje se u obliku zlatnožutih pločica iz etanola i benzena. Nalazi se u korijenju rabarbare (lat. Rheum officinale) i u kori kiselica ili štavelja (lat. Rumex obtusifolius, R. nepalensis, R. celonianus). Krizofanska kiselina boji vunu namočenu kromnim solima crveno.

## Prirodna bojila
Prirodna bojila su obojeni organski spojevi koji se nalaze u stanicama biljaka i životinja, te u mikroorganizmima. Prirodna bojila mogu se u njima nalaziti u slobodnom obliku (kurkumin) ili u spoju sa šećerom i bjelančevinama. Neka su bojila (indigo, antikni purpur) bezbojna, pa se od njih dobiva obojen spoj oksidacijom, fermentacijom ili fotokemijskim postupkom. 

### Karbociklička prirodna bojila
Sva prirodna bojila karbocikličke skupine imaju kinonske strukturne dijelove. U prirodi se nalazi oko 150 vrsta takvih bojila, ali je samo malo njih upotrebljivo kao bojila ili pigmenti. Među njima su tehnički važna samo ona bojila koja su derivati naftokinona i antrakinona. U prvoj su skupini alkanin, juglon i loson, a u drugoj alizarin, frangulaemodin i krizofanska kiselina.

### Antrakinoni
Antrakinon (antra[cen] + kinon), kemijske formule C14H8O2, je najvažniji derivat antracena. Antrakinon je blijedožuta kristalna tvar netopljiva u vodi, slabo topljiva u alkoholu, eteru i acetonu. Dobiva se oksidacijom antracena s pomoću natrijeva dikromata i sintetski iz anhidrida ftalne kiseline i benzena. Služi za proizvodnju važnih antrakinonskih bojila, na primjer alizarina.

### Slike
|                                           |                                                 |                                                 |                                 |
| Obična rabarbara (lat. Rheum officinale). | Kiselica ili štavelj (lat. Rumex obtusifolius). | Kiselica ili štavelj (lat. Rumex obtusifolius). | Sjemenke kiselice ili štavelja. |